# Hoplismenus perarduus
Hoplismenus perarduus är en stekelart som beskrevs av Porter 1986. Hoplismenus perarduus ingår i släktet Hoplismenus och familjen brokparasitsteklar. Inga underarter finns listade i Catalogue of Life.